# Извлечение короля
Извлече́ние короля́ — тактический приём, используется в миттельшпиле с целью вынудить неприятельского короля покинуть пешечное прикрытие, а затем подвергнуть его атаке. Извлечение короля достигается путём жертв, нападения или угроз.

## Примеры
|   | a | b | c | d | e | f | g | h |   |
| - | --- | --- | --- | --- | --- | --- | --- | --- | - |
| 8 | f8 чёрная ладья · g8 чёрный король · a7 чёрная пешка · c7 чёрная пешка · d7 чёрный слон · g7 чёрная пешка · h7 чёрная пешка · c6 чёрная пешка · d5 чёрная пешка · h5 чёрный ферзь · c4 белая пешка · g4 чёрный конь · b3 белый ферзь · g3 белый слон · a2 белая пешка · b2 белая пешка · d2 белый конь · e2 чёрная пешка · f2 чёрная ладья · g2 белая пешка · h2 белая пешка · a1 белая ладья · e1 белая ладья · g1 белый король | f8 чёрная ладья · g8 чёрный король · a7 чёрная пешка · c7 чёрная пешка · d7 чёрный слон · g7 чёрная пешка · h7 чёрная пешка · c6 чёрная пешка · d5 чёрная пешка · h5 чёрный ферзь · c4 белая пешка · g4 чёрный конь · b3 белый ферзь · g3 белый слон · a2 белая пешка · b2 белая пешка · d2 белый конь · e2 чёрная пешка · f2 чёрная ладья · g2 белая пешка · h2 белая пешка · a1 белая ладья · e1 белая ладья · g1 белый король | f8 чёрная ладья · g8 чёрный король · a7 чёрная пешка · c7 чёрная пешка · d7 чёрный слон · g7 чёрная пешка · h7 чёрная пешка · c6 чёрная пешка · d5 чёрная пешка · h5 чёрный ферзь · c4 белая пешка · g4 чёрный конь · b3 белый ферзь · g3 белый слон · a2 белая пешка · b2 белая пешка · d2 белый конь · e2 чёрная пешка · f2 чёрная ладья · g2 белая пешка · h2 белая пешка · a1 белая ладья · e1 белая ладья · g1 белый король | f8 чёрная ладья · g8 чёрный король · a7 чёрная пешка · c7 чёрная пешка · d7 чёрный слон · g7 чёрная пешка · h7 чёрная пешка · c6 чёрная пешка · d5 чёрная пешка · h5 чёрный ферзь · c4 белая пешка · g4 чёрный конь · b3 белый ферзь · g3 белый слон · a2 белая пешка · b2 белая пешка · d2 белый конь · e2 чёрная пешка · f2 чёрная ладья · g2 белая пешка · h2 белая пешка · a1 белая ладья · e1 белая ладья · g1 белый король | f8 чёрная ладья · g8 чёрный король · a7 чёрная пешка · c7 чёрная пешка · d7 чёрный слон · g7 чёрная пешка · h7 чёрная пешка · c6 чёрная пешка · d5 чёрная пешка · h5 чёрный ферзь · c4 белая пешка · g4 чёрный конь · b3 белый ферзь · g3 белый слон · a2 белая пешка · b2 белая пешка · d2 белый конь · e2 чёрная пешка · f2 чёрная ладья · g2 белая пешка · h2 белая пешка · a1 белая ладья · e1 белая ладья · g1 белый король | f8 чёрная ладья · g8 чёрный король · a7 чёрная пешка · c7 чёрная пешка · d7 чёрный слон · g7 чёрная пешка · h7 чёрная пешка · c6 чёрная пешка · d5 чёрная пешка · h5 чёрный ферзь · c4 белая пешка · g4 чёрный конь · b3 белый ферзь · g3 белый слон · a2 белая пешка · b2 белая пешка · d2 белый конь · e2 чёрная пешка · f2 чёрная ладья · g2 белая пешка · h2 белая пешка · a1 белая ладья · e1 белая ладья · g1 белый король | f8 чёрная ладья · g8 чёрный король · a7 чёрная пешка · c7 чёрная пешка · d7 чёрный слон · g7 чёрная пешка · h7 чёрная пешка · c6 чёрная пешка · d5 чёрная пешка · h5 чёрный ферзь · c4 белая пешка · g4 чёрный конь · b3 белый ферзь · g3 белый слон · a2 белая пешка · b2 белая пешка · d2 белый конь · e2 чёрная пешка · f2 чёрная ладья · g2 белая пешка · h2 белая пешка · a1 белая ладья · e1 белая ладья · g1 белый король | f8 чёрная ладья · g8 чёрный король · a7 чёрная пешка · c7 чёрная пешка · d7 чёрный слон · g7 чёрная пешка · h7 чёрная пешка · c6 чёрная пешка · d5 чёрная пешка · h5 чёрный ферзь · c4 белая пешка · g4 чёрный конь · b3 белый ферзь · g3 белый слон · a2 белая пешка · b2 белая пешка · d2 белый конь · e2 чёрная пешка · f2 чёрная ладья · g2 белая пешка · h2 белая пешка · a1 белая ладья · e1 белая ладья · g1 белый король | 8 |
| 7 | f8 чёрная ладья · g8 чёрный король · a7 чёрная пешка · c7 чёрная пешка · d7 чёрный слон · g7 чёрная пешка · h7 чёрная пешка · c6 чёрная пешка · d5 чёрная пешка · h5 чёрный ферзь · c4 белая пешка · g4 чёрный конь · b3 белый ферзь · g3 белый слон · a2 белая пешка · b2 белая пешка · d2 белый конь · e2 чёрная пешка · f2 чёрная ладья · g2 белая пешка · h2 белая пешка · a1 белая ладья · e1 белая ладья · g1 белый король | f8 чёрная ладья · g8 чёрный король · a7 чёрная пешка · c7 чёрная пешка · d7 чёрный слон · g7 чёрная пешка · h7 чёрная пешка · c6 чёрная пешка · d5 чёрная пешка · h5 чёрный ферзь · c4 белая пешка · g4 чёрный конь · b3 белый ферзь · g3 белый слон · a2 белая пешка · b2 белая пешка · d2 белый конь · e2 чёрная пешка · f2 чёрная ладья · g2 белая пешка · h2 белая пешка · a1 белая ладья · e1 белая ладья · g1 белый король | f8 чёрная ладья · g8 чёрный король · a7 чёрная пешка · c7 чёрная пешка · d7 чёрный слон · g7 чёрная пешка · h7 чёрная пешка · c6 чёрная пешка · d5 чёрная пешка · h5 чёрный ферзь · c4 белая пешка · g4 чёрный конь · b3 белый ферзь · g3 белый слон · a2 белая пешка · b2 белая пешка · d2 белый конь · e2 чёрная пешка · f2 чёрная ладья · g2 белая пешка · h2 белая пешка · a1 белая ладья · e1 белая ладья · g1 белый король | f8 чёрная ладья · g8 чёрный король · a7 чёрная пешка · c7 чёрная пешка · d7 чёрный слон · g7 чёрная пешка · h7 чёрная пешка · c6 чёрная пешка · d5 чёрная пешка · h5 чёрный ферзь · c4 белая пешка · g4 чёрный конь · b3 белый ферзь · g3 белый слон · a2 белая пешка · b2 белая пешка · d2 белый конь · e2 чёрная пешка · f2 чёрная ладья · g2 белая пешка · h2 белая пешка · a1 белая ладья · e1 белая ладья · g1 белый король | f8 чёрная ладья · g8 чёрный король · a7 чёрная пешка · c7 чёрная пешка · d7 чёрный слон · g7 чёрная пешка · h7 чёрная пешка · c6 чёрная пешка · d5 чёрная пешка · h5 чёрный ферзь · c4 белая пешка · g4 чёрный конь · b3 белый ферзь · g3 белый слон · a2 белая пешка · b2 белая пешка · d2 белый конь · e2 чёрная пешка · f2 чёрная ладья · g2 белая пешка · h2 белая пешка · a1 белая ладья · e1 белая ладья · g1 белый король | f8 чёрная ладья · g8 чёрный король · a7 чёрная пешка · c7 чёрная пешка · d7 чёрный слон · g7 чёрная пешка · h7 чёрная пешка · c6 чёрная пешка · d5 чёрная пешка · h5 чёрный ферзь · c4 белая пешка · g4 чёрный конь · b3 белый ферзь · g3 белый слон · a2 белая пешка · b2 белая пешка · d2 белый конь · e2 чёрная пешка · f2 чёрная ладья · g2 белая пешка · h2 белая пешка · a1 белая ладья · e1 белая ладья · g1 белый король | f8 чёрная ладья · g8 чёрный король · a7 чёрная пешка · c7 чёрная пешка · d7 чёрный слон · g7 чёрная пешка · h7 чёрная пешка · c6 чёрная пешка · d5 чёрная пешка · h5 чёрный ферзь · c4 белая пешка · g4 чёрный конь · b3 белый ферзь · g3 белый слон · a2 белая пешка · b2 белая пешка · d2 белый конь · e2 чёрная пешка · f2 чёрная ладья · g2 белая пешка · h2 белая пешка · a1 белая ладья · e1 белая ладья · g1 белый король | f8 чёрная ладья · g8 чёрный король · a7 чёрная пешка · c7 чёрная пешка · d7 чёрный слон · g7 чёрная пешка · h7 чёрная пешка · c6 чёрная пешка · d5 чёрная пешка · h5 чёрный ферзь · c4 белая пешка · g4 чёрный конь · b3 белый ферзь · g3 белый слон · a2 белая пешка · b2 белая пешка · d2 белый конь · e2 чёрная пешка · f2 чёрная ладья · g2 белая пешка · h2 белая пешка · a1 белая ладья · e1 белая ладья · g1 белый король | 7 |
| 6 | f8 чёрная ладья · g8 чёрный король · a7 чёрная пешка · c7 чёрная пешка · d7 чёрный слон · g7 чёрная пешка · h7 чёрная пешка · c6 чёрная пешка · d5 чёрная пешка · h5 чёрный ферзь · c4 белая пешка · g4 чёрный конь · b3 белый ферзь · g3 белый слон · a2 белая пешка · b2 белая пешка · d2 белый конь · e2 чёрная пешка · f2 чёрная ладья · g2 белая пешка · h2 белая пешка · a1 белая ладья · e1 белая ладья · g1 белый король | f8 чёрная ладья · g8 чёрный король · a7 чёрная пешка · c7 чёрная пешка · d7 чёрный слон · g7 чёрная пешка · h7 чёрная пешка · c6 чёрная пешка · d5 чёрная пешка · h5 чёрный ферзь · c4 белая пешка · g4 чёрный конь · b3 белый ферзь · g3 белый слон · a2 белая пешка · b2 белая пешка · d2 белый конь · e2 чёрная пешка · f2 чёрная ладья · g2 белая пешка · h2 белая пешка · a1 белая ладья · e1 белая ладья · g1 белый король | f8 чёрная ладья · g8 чёрный король · a7 чёрная пешка · c7 чёрная пешка · d7 чёрный слон · g7 чёрная пешка · h7 чёрная пешка · c6 чёрная пешка · d5 чёрная пешка · h5 чёрный ферзь · c4 белая пешка · g4 чёрный конь · b3 белый ферзь · g3 белый слон · a2 белая пешка · b2 белая пешка · d2 белый конь · e2 чёрная пешка · f2 чёрная ладья · g2 белая пешка · h2 белая пешка · a1 белая ладья · e1 белая ладья · g1 белый король | f8 чёрная ладья · g8 чёрный король · a7 чёрная пешка · c7 чёрная пешка · d7 чёрный слон · g7 чёрная пешка · h7 чёрная пешка · c6 чёрная пешка · d5 чёрная пешка · h5 чёрный ферзь · c4 белая пешка · g4 чёрный конь · b3 белый ферзь · g3 белый слон · a2 белая пешка · b2 белая пешка · d2 белый конь · e2 чёрная пешка · f2 чёрная ладья · g2 белая пешка · h2 белая пешка · a1 белая ладья · e1 белая ладья · g1 белый король | f8 чёрная ладья · g8 чёрный король · a7 чёрная пешка · c7 чёрная пешка · d7 чёрный слон · g7 чёрная пешка · h7 чёрная пешка · c6 чёрная пешка · d5 чёрная пешка · h5 чёрный ферзь · c4 белая пешка · g4 чёрный конь · b3 белый ферзь · g3 белый слон · a2 белая пешка · b2 белая пешка · d2 белый конь · e2 чёрная пешка · f2 чёрная ладья · g2 белая пешка · h2 белая пешка · a1 белая ладья · e1 белая ладья · g1 белый король | f8 чёрная ладья · g8 чёрный король · a7 чёрная пешка · c7 чёрная пешка · d7 чёрный слон · g7 чёрная пешка · h7 чёрная пешка · c6 чёрная пешка · d5 чёрная пешка · h5 чёрный ферзь · c4 белая пешка · g4 чёрный конь · b3 белый ферзь · g3 белый слон · a2 белая пешка · b2 белая пешка · d2 белый конь · e2 чёрная пешка · f2 чёрная ладья · g2 белая пешка · h2 белая пешка · a1 белая ладья · e1 белая ладья · g1 белый король | f8 чёрная ладья · g8 чёрный король · a7 чёрная пешка · c7 чёрная пешка · d7 чёрный слон · g7 чёрная пешка · h7 чёрная пешка · c6 чёрная пешка · d5 чёрная пешка · h5 чёрный ферзь · c4 белая пешка · g4 чёрный конь · b3 белый ферзь · g3 белый слон · a2 белая пешка · b2 белая пешка · d2 белый конь · e2 чёрная пешка · f2 чёрная ладья · g2 белая пешка · h2 белая пешка · a1 белая ладья · e1 белая ладья · g1 белый король | f8 чёрная ладья · g8 чёрный король · a7 чёрная пешка · c7 чёрная пешка · d7 чёрный слон · g7 чёрная пешка · h7 чёрная пешка · c6 чёрная пешка · d5 чёрная пешка · h5 чёрный ферзь · c4 белая пешка · g4 чёрный конь · b3 белый ферзь · g3 белый слон · a2 белая пешка · b2 белая пешка · d2 белый конь · e2 чёрная пешка · f2 чёрная ладья · g2 белая пешка · h2 белая пешка · a1 белая ладья · e1 белая ладья · g1 белый король | 6 |
| 5 | f8 чёрная ладья · g8 чёрный король · a7 чёрная пешка · c7 чёрная пешка · d7 чёрный слон · g7 чёрная пешка · h7 чёрная пешка · c6 чёрная пешка · d5 чёрная пешка · h5 чёрный ферзь · c4 белая пешка · g4 чёрный конь · b3 белый ферзь · g3 белый слон · a2 белая пешка · b2 белая пешка · d2 белый конь · e2 чёрная пешка · f2 чёрная ладья · g2 белая пешка · h2 белая пешка · a1 белая ладья · e1 белая ладья · g1 белый король | f8 чёрная ладья · g8 чёрный король · a7 чёрная пешка · c7 чёрная пешка · d7 чёрный слон · g7 чёрная пешка · h7 чёрная пешка · c6 чёрная пешка · d5 чёрная пешка · h5 чёрный ферзь · c4 белая пешка · g4 чёрный конь · b3 белый ферзь · g3 белый слон · a2 белая пешка · b2 белая пешка · d2 белый конь · e2 чёрная пешка · f2 чёрная ладья · g2 белая пешка · h2 белая пешка · a1 белая ладья · e1 белая ладья · g1 белый король | f8 чёрная ладья · g8 чёрный король · a7 чёрная пешка · c7 чёрная пешка · d7 чёрный слон · g7 чёрная пешка · h7 чёрная пешка · c6 чёрная пешка · d5 чёрная пешка · h5 чёрный ферзь · c4 белая пешка · g4 чёрный конь · b3 белый ферзь · g3 белый слон · a2 белая пешка · b2 белая пешка · d2 белый конь · e2 чёрная пешка · f2 чёрная ладья · g2 белая пешка · h2 белая пешка · a1 белая ладья · e1 белая ладья · g1 белый король | f8 чёрная ладья · g8 чёрный король · a7 чёрная пешка · c7 чёрная пешка · d7 чёрный слон · g7 чёрная пешка · h7 чёрная пешка · c6 чёрная пешка · d5 чёрная пешка · h5 чёрный ферзь · c4 белая пешка · g4 чёрный конь · b3 белый ферзь · g3 белый слон · a2 белая пешка · b2 белая пешка · d2 белый конь · e2 чёрная пешка · f2 чёрная ладья · g2 белая пешка · h2 белая пешка · a1 белая ладья · e1 белая ладья · g1 белый король | f8 чёрная ладья · g8 чёрный король · a7 чёрная пешка · c7 чёрная пешка · d7 чёрный слон · g7 чёрная пешка · h7 чёрная пешка · c6 чёрная пешка · d5 чёрная пешка · h5 чёрный ферзь · c4 белая пешка · g4 чёрный конь · b3 белый ферзь · g3 белый слон · a2 белая пешка · b2 белая пешка · d2 белый конь · e2 чёрная пешка · f2 чёрная ладья · g2 белая пешка · h2 белая пешка · a1 белая ладья · e1 белая ладья · g1 белый король | f8 чёрная ладья · g8 чёрный король · a7 чёрная пешка · c7 чёрная пешка · d7 чёрный слон · g7 чёрная пешка · h7 чёрная пешка · c6 чёрная пешка · d5 чёрная пешка · h5 чёрный ферзь · c4 белая пешка · g4 чёрный конь · b3 белый ферзь · g3 белый слон · a2 белая пешка · b2 белая пешка · d2 белый конь · e2 чёрная пешка · f2 чёрная ладья · g2 белая пешка · h2 белая пешка · a1 белая ладья · e1 белая ладья · g1 белый король | f8 чёрная ладья · g8 чёрный король · a7 чёрная пешка · c7 чёрная пешка · d7 чёрный слон · g7 чёрная пешка · h7 чёрная пешка · c6 чёрная пешка · d5 чёрная пешка · h5 чёрный ферзь · c4 белая пешка · g4 чёрный конь · b3 белый ферзь · g3 белый слон · a2 белая пешка · b2 белая пешка · d2 белый конь · e2 чёрная пешка · f2 чёрная ладья · g2 белая пешка · h2 белая пешка · a1 белая ладья · e1 белая ладья · g1 белый король | f8 чёрная ладья · g8 чёрный король · a7 чёрная пешка · c7 чёрная пешка · d7 чёрный слон · g7 чёрная пешка · h7 чёрная пешка · c6 чёрная пешка · d5 чёрная пешка · h5 чёрный ферзь · c4 белая пешка · g4 чёрный конь · b3 белый ферзь · g3 белый слон · a2 белая пешка · b2 белая пешка · d2 белый конь · e2 чёрная пешка · f2 чёрная ладья · g2 белая пешка · h2 белая пешка · a1 белая ладья · e1 белая ладья · g1 белый король | 5 |
| 4 | f8 чёрная ладья · g8 чёрный король · a7 чёрная пешка · c7 чёрная пешка · d7 чёрный слон · g7 чёрная пешка · h7 чёрная пешка · c6 чёрная пешка · d5 чёрная пешка · h5 чёрный ферзь · c4 белая пешка · g4 чёрный конь · b3 белый ферзь · g3 белый слон · a2 белая пешка · b2 белая пешка · d2 белый конь · e2 чёрная пешка · f2 чёрная ладья · g2 белая пешка · h2 белая пешка · a1 белая ладья · e1 белая ладья · g1 белый король | f8 чёрная ладья · g8 чёрный король · a7 чёрная пешка · c7 чёрная пешка · d7 чёрный слон · g7 чёрная пешка · h7 чёрная пешка · c6 чёрная пешка · d5 чёрная пешка · h5 чёрный ферзь · c4 белая пешка · g4 чёрный конь · b3 белый ферзь · g3 белый слон · a2 белая пешка · b2 белая пешка · d2 белый конь · e2 чёрная пешка · f2 чёрная ладья · g2 белая пешка · h2 белая пешка · a1 белая ладья · e1 белая ладья · g1 белый король | f8 чёрная ладья · g8 чёрный король · a7 чёрная пешка · c7 чёрная пешка · d7 чёрный слон · g7 чёрная пешка · h7 чёрная пешка · c6 чёрная пешка · d5 чёрная пешка · h5 чёрный ферзь · c4 белая пешка · g4 чёрный конь · b3 белый ферзь · g3 белый слон · a2 белая пешка · b2 белая пешка · d2 белый конь · e2 чёрная пешка · f2 чёрная ладья · g2 белая пешка · h2 белая пешка · a1 белая ладья · e1 белая ладья · g1 белый король | f8 чёрная ладья · g8 чёрный король · a7 чёрная пешка · c7 чёрная пешка · d7 чёрный слон · g7 чёрная пешка · h7 чёрная пешка · c6 чёрная пешка · d5 чёрная пешка · h5 чёрный ферзь · c4 белая пешка · g4 чёрный конь · b3 белый ферзь · g3 белый слон · a2 белая пешка · b2 белая пешка · d2 белый конь · e2 чёрная пешка · f2 чёрная ладья · g2 белая пешка · h2 белая пешка · a1 белая ладья · e1 белая ладья · g1 белый король | f8 чёрная ладья · g8 чёрный король · a7 чёрная пешка · c7 чёрная пешка · d7 чёрный слон · g7 чёрная пешка · h7 чёрная пешка · c6 чёрная пешка · d5 чёрная пешка · h5 чёрный ферзь · c4 белая пешка · g4 чёрный конь · b3 белый ферзь · g3 белый слон · a2 белая пешка · b2 белая пешка · d2 белый конь · e2 чёрная пешка · f2 чёрная ладья · g2 белая пешка · h2 белая пешка · a1 белая ладья · e1 белая ладья · g1 белый король | f8 чёрная ладья · g8 чёрный король · a7 чёрная пешка · c7 чёрная пешка · d7 чёрный слон · g7 чёрная пешка · h7 чёрная пешка · c6 чёрная пешка · d5 чёрная пешка · h5 чёрный ферзь · c4 белая пешка · g4 чёрный конь · b3 белый ферзь · g3 белый слон · a2 белая пешка · b2 белая пешка · d2 белый конь · e2 чёрная пешка · f2 чёрная ладья · g2 белая пешка · h2 белая пешка · a1 белая ладья · e1 белая ладья · g1 белый король | f8 чёрная ладья · g8 чёрный король · a7 чёрная пешка · c7 чёрная пешка · d7 чёрный слон · g7 чёрная пешка · h7 чёрная пешка · c6 чёрная пешка · d5 чёрная пешка · h5 чёрный ферзь · c4 белая пешка · g4 чёрный конь · b3 белый ферзь · g3 белый слон · a2 белая пешка · b2 белая пешка · d2 белый конь · e2 чёрная пешка · f2 чёрная ладья · g2 белая пешка · h2 белая пешка · a1 белая ладья · e1 белая ладья · g1 белый король | f8 чёрная ладья · g8 чёрный король · a7 чёрная пешка · c7 чёрная пешка · d7 чёрный слон · g7 чёрная пешка · h7 чёрная пешка · c6 чёрная пешка · d5 чёрная пешка · h5 чёрный ферзь · c4 белая пешка · g4 чёрный конь · b3 белый ферзь · g3 белый слон · a2 белая пешка · b2 белая пешка · d2 белый конь · e2 чёрная пешка · f2 чёрная ладья · g2 белая пешка · h2 белая пешка · a1 белая ладья · e1 белая ладья · g1 белый король | 4 |
| 3 | f8 чёрная ладья · g8 чёрный король · a7 чёрная пешка · c7 чёрная пешка · d7 чёрный слон · g7 чёрная пешка · h7 чёрная пешка · c6 чёрная пешка · d5 чёрная пешка · h5 чёрный ферзь · c4 белая пешка · g4 чёрный конь · b3 белый ферзь · g3 белый слон · a2 белая пешка · b2 белая пешка · d2 белый конь · e2 чёрная пешка · f2 чёрная ладья · g2 белая пешка · h2 белая пешка · a1 белая ладья · e1 белая ладья · g1 белый король | f8 чёрная ладья · g8 чёрный король · a7 чёрная пешка · c7 чёрная пешка · d7 чёрный слон · g7 чёрная пешка · h7 чёрная пешка · c6 чёрная пешка · d5 чёрная пешка · h5 чёрный ферзь · c4 белая пешка · g4 чёрный конь · b3 белый ферзь · g3 белый слон · a2 белая пешка · b2 белая пешка · d2 белый конь · e2 чёрная пешка · f2 чёрная ладья · g2 белая пешка · h2 белая пешка · a1 белая ладья · e1 белая ладья · g1 белый король | f8 чёрная ладья · g8 чёрный король · a7 чёрная пешка · c7 чёрная пешка · d7 чёрный слон · g7 чёрная пешка · h7 чёрная пешка · c6 чёрная пешка · d5 чёрная пешка · h5 чёрный ферзь · c4 белая пешка · g4 чёрный конь · b3 белый ферзь · g3 белый слон · a2 белая пешка · b2 белая пешка · d2 белый конь · e2 чёрная пешка · f2 чёрная ладья · g2 белая пешка · h2 белая пешка · a1 белая ладья · e1 белая ладья · g1 белый король | f8 чёрная ладья · g8 чёрный король · a7 чёрная пешка · c7 чёрная пешка · d7 чёрный слон · g7 чёрная пешка · h7 чёрная пешка · c6 чёрная пешка · d5 чёрная пешка · h5 чёрный ферзь · c4 белая пешка · g4 чёрный конь · b3 белый ферзь · g3 белый слон · a2 белая пешка · b2 белая пешка · d2 белый конь · e2 чёрная пешка · f2 чёрная ладья · g2 белая пешка · h2 белая пешка · a1 белая ладья · e1 белая ладья · g1 белый король | f8 чёрная ладья · g8 чёрный король · a7 чёрная пешка · c7 чёрная пешка · d7 чёрный слон · g7 чёрная пешка · h7 чёрная пешка · c6 чёрная пешка · d5 чёрная пешка · h5 чёрный ферзь · c4 белая пешка · g4 чёрный конь · b3 белый ферзь · g3 белый слон · a2 белая пешка · b2 белая пешка · d2 белый конь · e2 чёрная пешка · f2 чёрная ладья · g2 белая пешка · h2 белая пешка · a1 белая ладья · e1 белая ладья · g1 белый король | f8 чёрная ладья · g8 чёрный король · a7 чёрная пешка · c7 чёрная пешка · d7 чёрный слон · g7 чёрная пешка · h7 чёрная пешка · c6 чёрная пешка · d5 чёрная пешка · h5 чёрный ферзь · c4 белая пешка · g4 чёрный конь · b3 белый ферзь · g3 белый слон · a2 белая пешка · b2 белая пешка · d2 белый конь · e2 чёрная пешка · f2 чёрная ладья · g2 белая пешка · h2 белая пешка · a1 белая ладья · e1 белая ладья · g1 белый король | f8 чёрная ладья · g8 чёрный король · a7 чёрная пешка · c7 чёрная пешка · d7 чёрный слон · g7 чёрная пешка · h7 чёрная пешка · c6 чёрная пешка · d5 чёрная пешка · h5 чёрный ферзь · c4 белая пешка · g4 чёрный конь · b3 белый ферзь · g3 белый слон · a2 белая пешка · b2 белая пешка · d2 белый конь · e2 чёрная пешка · f2 чёрная ладья · g2 белая пешка · h2 белая пешка · a1 белая ладья · e1 белая ладья · g1 белый король | f8 чёрная ладья · g8 чёрный король · a7 чёрная пешка · c7 чёрная пешка · d7 чёрный слон · g7 чёрная пешка · h7 чёрная пешка · c6 чёрная пешка · d5 чёрная пешка · h5 чёрный ферзь · c4 белая пешка · g4 чёрный конь · b3 белый ферзь · g3 белый слон · a2 белая пешка · b2 белая пешка · d2 белый конь · e2 чёрная пешка · f2 чёрная ладья · g2 белая пешка · h2 белая пешка · a1 белая ладья · e1 белая ладья · g1 белый король | 3 |
| 2 | f8 чёрная ладья · g8 чёрный король · a7 чёрная пешка · c7 чёрная пешка · d7 чёрный слон · g7 чёрная пешка · h7 чёрная пешка · c6 чёрная пешка · d5 чёрная пешка · h5 чёрный ферзь · c4 белая пешка · g4 чёрный конь · b3 белый ферзь · g3 белый слон · a2 белая пешка · b2 белая пешка · d2 белый конь · e2 чёрная пешка · f2 чёрная ладья · g2 белая пешка · h2 белая пешка · a1 белая ладья · e1 белая ладья · g1 белый король | f8 чёрная ладья · g8 чёрный король · a7 чёрная пешка · c7 чёрная пешка · d7 чёрный слон · g7 чёрная пешка · h7 чёрная пешка · c6 чёрная пешка · d5 чёрная пешка · h5 чёрный ферзь · c4 белая пешка · g4 чёрный конь · b3 белый ферзь · g3 белый слон · a2 белая пешка · b2 белая пешка · d2 белый конь · e2 чёрная пешка · f2 чёрная ладья · g2 белая пешка · h2 белая пешка · a1 белая ладья · e1 белая ладья · g1 белый король | f8 чёрная ладья · g8 чёрный король · a7 чёрная пешка · c7 чёрная пешка · d7 чёрный слон · g7 чёрная пешка · h7 чёрная пешка · c6 чёрная пешка · d5 чёрная пешка · h5 чёрный ферзь · c4 белая пешка · g4 чёрный конь · b3 белый ферзь · g3 белый слон · a2 белая пешка · b2 белая пешка · d2 белый конь · e2 чёрная пешка · f2 чёрная ладья · g2 белая пешка · h2 белая пешка · a1 белая ладья · e1 белая ладья · g1 белый король | f8 чёрная ладья · g8 чёрный король · a7 чёрная пешка · c7 чёрная пешка · d7 чёрный слон · g7 чёрная пешка · h7 чёрная пешка · c6 чёрная пешка · d5 чёрная пешка · h5 чёрный ферзь · c4 белая пешка · g4 чёрный конь · b3 белый ферзь · g3 белый слон · a2 белая пешка · b2 белая пешка · d2 белый конь · e2 чёрная пешка · f2 чёрная ладья · g2 белая пешка · h2 белая пешка · a1 белая ладья · e1 белая ладья · g1 белый король | f8 чёрная ладья · g8 чёрный король · a7 чёрная пешка · c7 чёрная пешка · d7 чёрный слон · g7 чёрная пешка · h7 чёрная пешка · c6 чёрная пешка · d5 чёрная пешка · h5 чёрный ферзь · c4 белая пешка · g4 чёрный конь · b3 белый ферзь · g3 белый слон · a2 белая пешка · b2 белая пешка · d2 белый конь · e2 чёрная пешка · f2 чёрная ладья · g2 белая пешка · h2 белая пешка · a1 белая ладья · e1 белая ладья · g1 белый король | f8 чёрная ладья · g8 чёрный король · a7 чёрная пешка · c7 чёрная пешка · d7 чёрный слон · g7 чёрная пешка · h7 чёрная пешка · c6 чёрная пешка · d5 чёрная пешка · h5 чёрный ферзь · c4 белая пешка · g4 чёрный конь · b3 белый ферзь · g3 белый слон · a2 белая пешка · b2 белая пешка · d2 белый конь · e2 чёрная пешка · f2 чёрная ладья · g2 белая пешка · h2 белая пешка · a1 белая ладья · e1 белая ладья · g1 белый король | f8 чёрная ладья · g8 чёрный король · a7 чёрная пешка · c7 чёрная пешка · d7 чёрный слон · g7 чёрная пешка · h7 чёрная пешка · c6 чёрная пешка · d5 чёрная пешка · h5 чёрный ферзь · c4 белая пешка · g4 чёрный конь · b3 белый ферзь · g3 белый слон · a2 белая пешка · b2 белая пешка · d2 белый конь · e2 чёрная пешка · f2 чёрная ладья · g2 белая пешка · h2 белая пешка · a1 белая ладья · e1 белая ладья · g1 белый король | f8 чёрная ладья · g8 чёрный король · a7 чёрная пешка · c7 чёрная пешка · d7 чёрный слон · g7 чёрная пешка · h7 чёрная пешка · c6 чёрная пешка · d5 чёрная пешка · h5 чёрный ферзь · c4 белая пешка · g4 чёрный конь · b3 белый ферзь · g3 белый слон · a2 белая пешка · b2 белая пешка · d2 белый конь · e2 чёрная пешка · f2 чёрная ладья · g2 белая пешка · h2 белая пешка · a1 белая ладья · e1 белая ладья · g1 белый король | 2 |
| 1 | f8 чёрная ладья · g8 чёрный король · a7 чёрная пешка · c7 чёрная пешка · d7 чёрный слон · g7 чёрная пешка · h7 чёрная пешка · c6 чёрная пешка · d5 чёрная пешка · h5 чёрный ферзь · c4 белая пешка · g4 чёрный конь · b3 белый ферзь · g3 белый слон · a2 белая пешка · b2 белая пешка · d2 белый конь · e2 чёрная пешка · f2 чёрная ладья · g2 белая пешка · h2 белая пешка · a1 белая ладья · e1 белая ладья · g1 белый король | f8 чёрная ладья · g8 чёрный король · a7 чёрная пешка · c7 чёрная пешка · d7 чёрный слон · g7 чёрная пешка · h7 чёрная пешка · c6 чёрная пешка · d5 чёрная пешка · h5 чёрный ферзь · c4 белая пешка · g4 чёрный конь · b3 белый ферзь · g3 белый слон · a2 белая пешка · b2 белая пешка · d2 белый конь · e2 чёрная пешка · f2 чёрная ладья · g2 белая пешка · h2 белая пешка · a1 белая ладья · e1 белая ладья · g1 белый король | f8 чёрная ладья · g8 чёрный король · a7 чёрная пешка · c7 чёрная пешка · d7 чёрный слон · g7 чёрная пешка · h7 чёрная пешка · c6 чёрная пешка · d5 чёрная пешка · h5 чёрный ферзь · c4 белая пешка · g4 чёрный конь · b3 белый ферзь · g3 белый слон · a2 белая пешка · b2 белая пешка · d2 белый конь · e2 чёрная пешка · f2 чёрная ладья · g2 белая пешка · h2 белая пешка · a1 белая ладья · e1 белая ладья · g1 белый король | f8 чёрная ладья · g8 чёрный король · a7 чёрная пешка · c7 чёрная пешка · d7 чёрный слон · g7 чёрная пешка · h7 чёрная пешка · c6 чёрная пешка · d5 чёрная пешка · h5 чёрный ферзь · c4 белая пешка · g4 чёрный конь · b3 белый ферзь · g3 белый слон · a2 белая пешка · b2 белая пешка · d2 белый конь · e2 чёрная пешка · f2 чёрная ладья · g2 белая пешка · h2 белая пешка · a1 белая ладья · e1 белая ладья · g1 белый король | f8 чёрная ладья · g8 чёрный король · a7 чёрная пешка · c7 чёрная пешка · d7 чёрный слон · g7 чёрная пешка · h7 чёрная пешка · c6 чёрная пешка · d5 чёрная пешка · h5 чёрный ферзь · c4 белая пешка · g4 чёрный конь · b3 белый ферзь · g3 белый слон · a2 белая пешка · b2 белая пешка · d2 белый конь · e2 чёрная пешка · f2 чёрная ладья · g2 белая пешка · h2 белая пешка · a1 белая ладья · e1 белая ладья · g1 белый король | f8 чёрная ладья · g8 чёрный король · a7 чёрная пешка · c7 чёрная пешка · d7 чёрный слон · g7 чёрная пешка · h7 чёрная пешка · c6 чёрная пешка · d5 чёрная пешка · h5 чёрный ферзь · c4 белая пешка · g4 чёрный конь · b3 белый ферзь · g3 белый слон · a2 белая пешка · b2 белая пешка · d2 белый конь · e2 чёрная пешка · f2 чёрная ладья · g2 белая пешка · h2 белая пешка · a1 белая ладья · e1 белая ладья · g1 белый король | f8 чёрная ладья · g8 чёрный король · a7 чёрная пешка · c7 чёрная пешка · d7 чёрный слон · g7 чёрная пешка · h7 чёрная пешка · c6 чёрная пешка · d5 чёрная пешка · h5 чёрный ферзь · c4 белая пешка · g4 чёрный конь · b3 белый ферзь · g3 белый слон · a2 белая пешка · b2 белая пешка · d2 белый конь · e2 чёрная пешка · f2 чёрная ладья · g2 белая пешка · h2 белая пешка · a1 белая ладья · e1 белая ладья · g1 белый король | f8 чёрная ладья · g8 чёрный король · a7 чёрная пешка · c7 чёрная пешка · d7 чёрный слон · g7 чёрная пешка · h7 чёрная пешка · c6 чёрная пешка · d5 чёрная пешка · h5 чёрный ферзь · c4 белая пешка · g4 чёрный конь · b3 белый ферзь · g3 белый слон · a2 белая пешка · b2 белая пешка · d2 белый конь · e2 чёрная пешка · f2 чёрная ладья · g2 белая пешка · h2 белая пешка · a1 белая ладья · e1 белая ладья · g1 белый король | 1 |
|   | a | b | c | d | e | f | g | h |   |

В партии 1866 года Хьюитт — Стейниц с помощью извлечения короля первый чемпион мира провёл матовую комбинацию.
 20… Л:g2+!
21. Kp:g2 Фh3+!!
22. Kp:h3
На любое отступление короля 22. Kpg1 или 22. Kph1 следовало 22… Лf2!
22… Ke3+
23. Kph4 Kg2+
24. Kph5 Лf5+
25. Kpg4 h5+
26. Kph3 Лf2#
|   | a | b | c | d | e | f | g | h |   |
| - | --- | --- | --- | --- | --- | --- | --- | --- | - |
| 8 | c8 чёрный король · d8 чёрная ладья · h8 чёрная ладья · a7 белый ферзь · b7 чёрная пешка · c7 чёрная пешка · e7 чёрный конь · g7 чёрная пешка · c6 чёрный слон · f6 чёрная пешка · g6 чёрная пешка · e5 чёрный слон · g3 белый конь · a2 белая пешка · b2 белая пешка · c2 белая пешка · f2 белая пешка · a1 белая ладья · c1 белый слон · f1 белая ладья · g1 белый король | c8 чёрный король · d8 чёрная ладья · h8 чёрная ладья · a7 белый ферзь · b7 чёрная пешка · c7 чёрная пешка · e7 чёрный конь · g7 чёрная пешка · c6 чёрный слон · f6 чёрная пешка · g6 чёрная пешка · e5 чёрный слон · g3 белый конь · a2 белая пешка · b2 белая пешка · c2 белая пешка · f2 белая пешка · a1 белая ладья · c1 белый слон · f1 белая ладья · g1 белый король | c8 чёрный король · d8 чёрная ладья · h8 чёрная ладья · a7 белый ферзь · b7 чёрная пешка · c7 чёрная пешка · e7 чёрный конь · g7 чёрная пешка · c6 чёрный слон · f6 чёрная пешка · g6 чёрная пешка · e5 чёрный слон · g3 белый конь · a2 белая пешка · b2 белая пешка · c2 белая пешка · f2 белая пешка · a1 белая ладья · c1 белый слон · f1 белая ладья · g1 белый король | c8 чёрный король · d8 чёрная ладья · h8 чёрная ладья · a7 белый ферзь · b7 чёрная пешка · c7 чёрная пешка · e7 чёрный конь · g7 чёрная пешка · c6 чёрный слон · f6 чёрная пешка · g6 чёрная пешка · e5 чёрный слон · g3 белый конь · a2 белая пешка · b2 белая пешка · c2 белая пешка · f2 белая пешка · a1 белая ладья · c1 белый слон · f1 белая ладья · g1 белый король | c8 чёрный король · d8 чёрная ладья · h8 чёрная ладья · a7 белый ферзь · b7 чёрная пешка · c7 чёрная пешка · e7 чёрный конь · g7 чёрная пешка · c6 чёрный слон · f6 чёрная пешка · g6 чёрная пешка · e5 чёрный слон · g3 белый конь · a2 белая пешка · b2 белая пешка · c2 белая пешка · f2 белая пешка · a1 белая ладья · c1 белый слон · f1 белая ладья · g1 белый король | c8 чёрный король · d8 чёрная ладья · h8 чёрная ладья · a7 белый ферзь · b7 чёрная пешка · c7 чёрная пешка · e7 чёрный конь · g7 чёрная пешка · c6 чёрный слон · f6 чёрная пешка · g6 чёрная пешка · e5 чёрный слон · g3 белый конь · a2 белая пешка · b2 белая пешка · c2 белая пешка · f2 белая пешка · a1 белая ладья · c1 белый слон · f1 белая ладья · g1 белый король | c8 чёрный король · d8 чёрная ладья · h8 чёрная ладья · a7 белый ферзь · b7 чёрная пешка · c7 чёрная пешка · e7 чёрный конь · g7 чёрная пешка · c6 чёрный слон · f6 чёрная пешка · g6 чёрная пешка · e5 чёрный слон · g3 белый конь · a2 белая пешка · b2 белая пешка · c2 белая пешка · f2 белая пешка · a1 белая ладья · c1 белый слон · f1 белая ладья · g1 белый король | c8 чёрный король · d8 чёрная ладья · h8 чёрная ладья · a7 белый ферзь · b7 чёрная пешка · c7 чёрная пешка · e7 чёрный конь · g7 чёрная пешка · c6 чёрный слон · f6 чёрная пешка · g6 чёрная пешка · e5 чёрный слон · g3 белый конь · a2 белая пешка · b2 белая пешка · c2 белая пешка · f2 белая пешка · a1 белая ладья · c1 белый слон · f1 белая ладья · g1 белый король | 8 |
| 7 | c8 чёрный король · d8 чёрная ладья · h8 чёрная ладья · a7 белый ферзь · b7 чёрная пешка · c7 чёрная пешка · e7 чёрный конь · g7 чёрная пешка · c6 чёрный слон · f6 чёрная пешка · g6 чёрная пешка · e5 чёрный слон · g3 белый конь · a2 белая пешка · b2 белая пешка · c2 белая пешка · f2 белая пешка · a1 белая ладья · c1 белый слон · f1 белая ладья · g1 белый король | c8 чёрный король · d8 чёрная ладья · h8 чёрная ладья · a7 белый ферзь · b7 чёрная пешка · c7 чёрная пешка · e7 чёрный конь · g7 чёрная пешка · c6 чёрный слон · f6 чёрная пешка · g6 чёрная пешка · e5 чёрный слон · g3 белый конь · a2 белая пешка · b2 белая пешка · c2 белая пешка · f2 белая пешка · a1 белая ладья · c1 белый слон · f1 белая ладья · g1 белый король | c8 чёрный король · d8 чёрная ладья · h8 чёрная ладья · a7 белый ферзь · b7 чёрная пешка · c7 чёрная пешка · e7 чёрный конь · g7 чёрная пешка · c6 чёрный слон · f6 чёрная пешка · g6 чёрная пешка · e5 чёрный слон · g3 белый конь · a2 белая пешка · b2 белая пешка · c2 белая пешка · f2 белая пешка · a1 белая ладья · c1 белый слон · f1 белая ладья · g1 белый король | c8 чёрный король · d8 чёрная ладья · h8 чёрная ладья · a7 белый ферзь · b7 чёрная пешка · c7 чёрная пешка · e7 чёрный конь · g7 чёрная пешка · c6 чёрный слон · f6 чёрная пешка · g6 чёрная пешка · e5 чёрный слон · g3 белый конь · a2 белая пешка · b2 белая пешка · c2 белая пешка · f2 белая пешка · a1 белая ладья · c1 белый слон · f1 белая ладья · g1 белый король | c8 чёрный король · d8 чёрная ладья · h8 чёрная ладья · a7 белый ферзь · b7 чёрная пешка · c7 чёрная пешка · e7 чёрный конь · g7 чёрная пешка · c6 чёрный слон · f6 чёрная пешка · g6 чёрная пешка · e5 чёрный слон · g3 белый конь · a2 белая пешка · b2 белая пешка · c2 белая пешка · f2 белая пешка · a1 белая ладья · c1 белый слон · f1 белая ладья · g1 белый король | c8 чёрный король · d8 чёрная ладья · h8 чёрная ладья · a7 белый ферзь · b7 чёрная пешка · c7 чёрная пешка · e7 чёрный конь · g7 чёрная пешка · c6 чёрный слон · f6 чёрная пешка · g6 чёрная пешка · e5 чёрный слон · g3 белый конь · a2 белая пешка · b2 белая пешка · c2 белая пешка · f2 белая пешка · a1 белая ладья · c1 белый слон · f1 белая ладья · g1 белый король | c8 чёрный король · d8 чёрная ладья · h8 чёрная ладья · a7 белый ферзь · b7 чёрная пешка · c7 чёрная пешка · e7 чёрный конь · g7 чёрная пешка · c6 чёрный слон · f6 чёрная пешка · g6 чёрная пешка · e5 чёрный слон · g3 белый конь · a2 белая пешка · b2 белая пешка · c2 белая пешка · f2 белая пешка · a1 белая ладья · c1 белый слон · f1 белая ладья · g1 белый король | c8 чёрный король · d8 чёрная ладья · h8 чёрная ладья · a7 белый ферзь · b7 чёрная пешка · c7 чёрная пешка · e7 чёрный конь · g7 чёрная пешка · c6 чёрный слон · f6 чёрная пешка · g6 чёрная пешка · e5 чёрный слон · g3 белый конь · a2 белая пешка · b2 белая пешка · c2 белая пешка · f2 белая пешка · a1 белая ладья · c1 белый слон · f1 белая ладья · g1 белый король | 7 |
| 6 | c8 чёрный король · d8 чёрная ладья · h8 чёрная ладья · a7 белый ферзь · b7 чёрная пешка · c7 чёрная пешка · e7 чёрный конь · g7 чёрная пешка · c6 чёрный слон · f6 чёрная пешка · g6 чёрная пешка · e5 чёрный слон · g3 белый конь · a2 белая пешка · b2 белая пешка · c2 белая пешка · f2 белая пешка · a1 белая ладья · c1 белый слон · f1 белая ладья · g1 белый король | c8 чёрный король · d8 чёрная ладья · h8 чёрная ладья · a7 белый ферзь · b7 чёрная пешка · c7 чёрная пешка · e7 чёрный конь · g7 чёрная пешка · c6 чёрный слон · f6 чёрная пешка · g6 чёрная пешка · e5 чёрный слон · g3 белый конь · a2 белая пешка · b2 белая пешка · c2 белая пешка · f2 белая пешка · a1 белая ладья · c1 белый слон · f1 белая ладья · g1 белый король | c8 чёрный король · d8 чёрная ладья · h8 чёрная ладья · a7 белый ферзь · b7 чёрная пешка · c7 чёрная пешка · e7 чёрный конь · g7 чёрная пешка · c6 чёрный слон · f6 чёрная пешка · g6 чёрная пешка · e5 чёрный слон · g3 белый конь · a2 белая пешка · b2 белая пешка · c2 белая пешка · f2 белая пешка · a1 белая ладья · c1 белый слон · f1 белая ладья · g1 белый король | c8 чёрный король · d8 чёрная ладья · h8 чёрная ладья · a7 белый ферзь · b7 чёрная пешка · c7 чёрная пешка · e7 чёрный конь · g7 чёрная пешка · c6 чёрный слон · f6 чёрная пешка · g6 чёрная пешка · e5 чёрный слон · g3 белый конь · a2 белая пешка · b2 белая пешка · c2 белая пешка · f2 белая пешка · a1 белая ладья · c1 белый слон · f1 белая ладья · g1 белый король | c8 чёрный король · d8 чёрная ладья · h8 чёрная ладья · a7 белый ферзь · b7 чёрная пешка · c7 чёрная пешка · e7 чёрный конь · g7 чёрная пешка · c6 чёрный слон · f6 чёрная пешка · g6 чёрная пешка · e5 чёрный слон · g3 белый конь · a2 белая пешка · b2 белая пешка · c2 белая пешка · f2 белая пешка · a1 белая ладья · c1 белый слон · f1 белая ладья · g1 белый король | c8 чёрный король · d8 чёрная ладья · h8 чёрная ладья · a7 белый ферзь · b7 чёрная пешка · c7 чёрная пешка · e7 чёрный конь · g7 чёрная пешка · c6 чёрный слон · f6 чёрная пешка · g6 чёрная пешка · e5 чёрный слон · g3 белый конь · a2 белая пешка · b2 белая пешка · c2 белая пешка · f2 белая пешка · a1 белая ладья · c1 белый слон · f1 белая ладья · g1 белый король | c8 чёрный король · d8 чёрная ладья · h8 чёрная ладья · a7 белый ферзь · b7 чёрная пешка · c7 чёрная пешка · e7 чёрный конь · g7 чёрная пешка · c6 чёрный слон · f6 чёрная пешка · g6 чёрная пешка · e5 чёрный слон · g3 белый конь · a2 белая пешка · b2 белая пешка · c2 белая пешка · f2 белая пешка · a1 белая ладья · c1 белый слон · f1 белая ладья · g1 белый король | c8 чёрный король · d8 чёрная ладья · h8 чёрная ладья · a7 белый ферзь · b7 чёрная пешка · c7 чёрная пешка · e7 чёрный конь · g7 чёрная пешка · c6 чёрный слон · f6 чёрная пешка · g6 чёрная пешка · e5 чёрный слон · g3 белый конь · a2 белая пешка · b2 белая пешка · c2 белая пешка · f2 белая пешка · a1 белая ладья · c1 белый слон · f1 белая ладья · g1 белый король | 6 |
| 5 | c8 чёрный король · d8 чёрная ладья · h8 чёрная ладья · a7 белый ферзь · b7 чёрная пешка · c7 чёрная пешка · e7 чёрный конь · g7 чёрная пешка · c6 чёрный слон · f6 чёрная пешка · g6 чёрная пешка · e5 чёрный слон · g3 белый конь · a2 белая пешка · b2 белая пешка · c2 белая пешка · f2 белая пешка · a1 белая ладья · c1 белый слон · f1 белая ладья · g1 белый король | c8 чёрный король · d8 чёрная ладья · h8 чёрная ладья · a7 белый ферзь · b7 чёрная пешка · c7 чёрная пешка · e7 чёрный конь · g7 чёрная пешка · c6 чёрный слон · f6 чёрная пешка · g6 чёрная пешка · e5 чёрный слон · g3 белый конь · a2 белая пешка · b2 белая пешка · c2 белая пешка · f2 белая пешка · a1 белая ладья · c1 белый слон · f1 белая ладья · g1 белый король | c8 чёрный король · d8 чёрная ладья · h8 чёрная ладья · a7 белый ферзь · b7 чёрная пешка · c7 чёрная пешка · e7 чёрный конь · g7 чёрная пешка · c6 чёрный слон · f6 чёрная пешка · g6 чёрная пешка · e5 чёрный слон · g3 белый конь · a2 белая пешка · b2 белая пешка · c2 белая пешка · f2 белая пешка · a1 белая ладья · c1 белый слон · f1 белая ладья · g1 белый король | c8 чёрный король · d8 чёрная ладья · h8 чёрная ладья · a7 белый ферзь · b7 чёрная пешка · c7 чёрная пешка · e7 чёрный конь · g7 чёрная пешка · c6 чёрный слон · f6 чёрная пешка · g6 чёрная пешка · e5 чёрный слон · g3 белый конь · a2 белая пешка · b2 белая пешка · c2 белая пешка · f2 белая пешка · a1 белая ладья · c1 белый слон · f1 белая ладья · g1 белый король | c8 чёрный король · d8 чёрная ладья · h8 чёрная ладья · a7 белый ферзь · b7 чёрная пешка · c7 чёрная пешка · e7 чёрный конь · g7 чёрная пешка · c6 чёрный слон · f6 чёрная пешка · g6 чёрная пешка · e5 чёрный слон · g3 белый конь · a2 белая пешка · b2 белая пешка · c2 белая пешка · f2 белая пешка · a1 белая ладья · c1 белый слон · f1 белая ладья · g1 белый король | c8 чёрный король · d8 чёрная ладья · h8 чёрная ладья · a7 белый ферзь · b7 чёрная пешка · c7 чёрная пешка · e7 чёрный конь · g7 чёрная пешка · c6 чёрный слон · f6 чёрная пешка · g6 чёрная пешка · e5 чёрный слон · g3 белый конь · a2 белая пешка · b2 белая пешка · c2 белая пешка · f2 белая пешка · a1 белая ладья · c1 белый слон · f1 белая ладья · g1 белый король | c8 чёрный король · d8 чёрная ладья · h8 чёрная ладья · a7 белый ферзь · b7 чёрная пешка · c7 чёрная пешка · e7 чёрный конь · g7 чёрная пешка · c6 чёрный слон · f6 чёрная пешка · g6 чёрная пешка · e5 чёрный слон · g3 белый конь · a2 белая пешка · b2 белая пешка · c2 белая пешка · f2 белая пешка · a1 белая ладья · c1 белый слон · f1 белая ладья · g1 белый король | c8 чёрный король · d8 чёрная ладья · h8 чёрная ладья · a7 белый ферзь · b7 чёрная пешка · c7 чёрная пешка · e7 чёрный конь · g7 чёрная пешка · c6 чёрный слон · f6 чёрная пешка · g6 чёрная пешка · e5 чёрный слон · g3 белый конь · a2 белая пешка · b2 белая пешка · c2 белая пешка · f2 белая пешка · a1 белая ладья · c1 белый слон · f1 белая ладья · g1 белый король | 5 |
| 4 | c8 чёрный король · d8 чёрная ладья · h8 чёрная ладья · a7 белый ферзь · b7 чёрная пешка · c7 чёрная пешка · e7 чёрный конь · g7 чёрная пешка · c6 чёрный слон · f6 чёрная пешка · g6 чёрная пешка · e5 чёрный слон · g3 белый конь · a2 белая пешка · b2 белая пешка · c2 белая пешка · f2 белая пешка · a1 белая ладья · c1 белый слон · f1 белая ладья · g1 белый король | c8 чёрный король · d8 чёрная ладья · h8 чёрная ладья · a7 белый ферзь · b7 чёрная пешка · c7 чёрная пешка · e7 чёрный конь · g7 чёрная пешка · c6 чёрный слон · f6 чёрная пешка · g6 чёрная пешка · e5 чёрный слон · g3 белый конь · a2 белая пешка · b2 белая пешка · c2 белая пешка · f2 белая пешка · a1 белая ладья · c1 белый слон · f1 белая ладья · g1 белый король | c8 чёрный король · d8 чёрная ладья · h8 чёрная ладья · a7 белый ферзь · b7 чёрная пешка · c7 чёрная пешка · e7 чёрный конь · g7 чёрная пешка · c6 чёрный слон · f6 чёрная пешка · g6 чёрная пешка · e5 чёрный слон · g3 белый конь · a2 белая пешка · b2 белая пешка · c2 белая пешка · f2 белая пешка · a1 белая ладья · c1 белый слон · f1 белая ладья · g1 белый король | c8 чёрный король · d8 чёрная ладья · h8 чёрная ладья · a7 белый ферзь · b7 чёрная пешка · c7 чёрная пешка · e7 чёрный конь · g7 чёрная пешка · c6 чёрный слон · f6 чёрная пешка · g6 чёрная пешка · e5 чёрный слон · g3 белый конь · a2 белая пешка · b2 белая пешка · c2 белая пешка · f2 белая пешка · a1 белая ладья · c1 белый слон · f1 белая ладья · g1 белый король | c8 чёрный король · d8 чёрная ладья · h8 чёрная ладья · a7 белый ферзь · b7 чёрная пешка · c7 чёрная пешка · e7 чёрный конь · g7 чёрная пешка · c6 чёрный слон · f6 чёрная пешка · g6 чёрная пешка · e5 чёрный слон · g3 белый конь · a2 белая пешка · b2 белая пешка · c2 белая пешка · f2 белая пешка · a1 белая ладья · c1 белый слон · f1 белая ладья · g1 белый король | c8 чёрный король · d8 чёрная ладья · h8 чёрная ладья · a7 белый ферзь · b7 чёрная пешка · c7 чёрная пешка · e7 чёрный конь · g7 чёрная пешка · c6 чёрный слон · f6 чёрная пешка · g6 чёрная пешка · e5 чёрный слон · g3 белый конь · a2 белая пешка · b2 белая пешка · c2 белая пешка · f2 белая пешка · a1 белая ладья · c1 белый слон · f1 белая ладья · g1 белый король | c8 чёрный король · d8 чёрная ладья · h8 чёрная ладья · a7 белый ферзь · b7 чёрная пешка · c7 чёрная пешка · e7 чёрный конь · g7 чёрная пешка · c6 чёрный слон · f6 чёрная пешка · g6 чёрная пешка · e5 чёрный слон · g3 белый конь · a2 белая пешка · b2 белая пешка · c2 белая пешка · f2 белая пешка · a1 белая ладья · c1 белый слон · f1 белая ладья · g1 белый король | c8 чёрный король · d8 чёрная ладья · h8 чёрная ладья · a7 белый ферзь · b7 чёрная пешка · c7 чёрная пешка · e7 чёрный конь · g7 чёрная пешка · c6 чёрный слон · f6 чёрная пешка · g6 чёрная пешка · e5 чёрный слон · g3 белый конь · a2 белая пешка · b2 белая пешка · c2 белая пешка · f2 белая пешка · a1 белая ладья · c1 белый слон · f1 белая ладья · g1 белый король | 4 |
| 3 | c8 чёрный король · d8 чёрная ладья · h8 чёрная ладья · a7 белый ферзь · b7 чёрная пешка · c7 чёрная пешка · e7 чёрный конь · g7 чёрная пешка · c6 чёрный слон · f6 чёрная пешка · g6 чёрная пешка · e5 чёрный слон · g3 белый конь · a2 белая пешка · b2 белая пешка · c2 белая пешка · f2 белая пешка · a1 белая ладья · c1 белый слон · f1 белая ладья · g1 белый король | c8 чёрный король · d8 чёрная ладья · h8 чёрная ладья · a7 белый ферзь · b7 чёрная пешка · c7 чёрная пешка · e7 чёрный конь · g7 чёрная пешка · c6 чёрный слон · f6 чёрная пешка · g6 чёрная пешка · e5 чёрный слон · g3 белый конь · a2 белая пешка · b2 белая пешка · c2 белая пешка · f2 белая пешка · a1 белая ладья · c1 белый слон · f1 белая ладья · g1 белый король | c8 чёрный король · d8 чёрная ладья · h8 чёрная ладья · a7 белый ферзь · b7 чёрная пешка · c7 чёрная пешка · e7 чёрный конь · g7 чёрная пешка · c6 чёрный слон · f6 чёрная пешка · g6 чёрная пешка · e5 чёрный слон · g3 белый конь · a2 белая пешка · b2 белая пешка · c2 белая пешка · f2 белая пешка · a1 белая ладья · c1 белый слон · f1 белая ладья · g1 белый король | c8 чёрный король · d8 чёрная ладья · h8 чёрная ладья · a7 белый ферзь · b7 чёрная пешка · c7 чёрная пешка · e7 чёрный конь · g7 чёрная пешка · c6 чёрный слон · f6 чёрная пешка · g6 чёрная пешка · e5 чёрный слон · g3 белый конь · a2 белая пешка · b2 белая пешка · c2 белая пешка · f2 белая пешка · a1 белая ладья · c1 белый слон · f1 белая ладья · g1 белый король | c8 чёрный король · d8 чёрная ладья · h8 чёрная ладья · a7 белый ферзь · b7 чёрная пешка · c7 чёрная пешка · e7 чёрный конь · g7 чёрная пешка · c6 чёрный слон · f6 чёрная пешка · g6 чёрная пешка · e5 чёрный слон · g3 белый конь · a2 белая пешка · b2 белая пешка · c2 белая пешка · f2 белая пешка · a1 белая ладья · c1 белый слон · f1 белая ладья · g1 белый король | c8 чёрный король · d8 чёрная ладья · h8 чёрная ладья · a7 белый ферзь · b7 чёрная пешка · c7 чёрная пешка · e7 чёрный конь · g7 чёрная пешка · c6 чёрный слон · f6 чёрная пешка · g6 чёрная пешка · e5 чёрный слон · g3 белый конь · a2 белая пешка · b2 белая пешка · c2 белая пешка · f2 белая пешка · a1 белая ладья · c1 белый слон · f1 белая ладья · g1 белый король | c8 чёрный король · d8 чёрная ладья · h8 чёрная ладья · a7 белый ферзь · b7 чёрная пешка · c7 чёрная пешка · e7 чёрный конь · g7 чёрная пешка · c6 чёрный слон · f6 чёрная пешка · g6 чёрная пешка · e5 чёрный слон · g3 белый конь · a2 белая пешка · b2 белая пешка · c2 белая пешка · f2 белая пешка · a1 белая ладья · c1 белый слон · f1 белая ладья · g1 белый король | c8 чёрный король · d8 чёрная ладья · h8 чёрная ладья · a7 белый ферзь · b7 чёрная пешка · c7 чёрная пешка · e7 чёрный конь · g7 чёрная пешка · c6 чёрный слон · f6 чёрная пешка · g6 чёрная пешка · e5 чёрный слон · g3 белый конь · a2 белая пешка · b2 белая пешка · c2 белая пешка · f2 белая пешка · a1 белая ладья · c1 белый слон · f1 белая ладья · g1 белый король | 3 |
| 2 | c8 чёрный король · d8 чёрная ладья · h8 чёрная ладья · a7 белый ферзь · b7 чёрная пешка · c7 чёрная пешка · e7 чёрный конь · g7 чёрная пешка · c6 чёрный слон · f6 чёрная пешка · g6 чёрная пешка · e5 чёрный слон · g3 белый конь · a2 белая пешка · b2 белая пешка · c2 белая пешка · f2 белая пешка · a1 белая ладья · c1 белый слон · f1 белая ладья · g1 белый король | c8 чёрный король · d8 чёрная ладья · h8 чёрная ладья · a7 белый ферзь · b7 чёрная пешка · c7 чёрная пешка · e7 чёрный конь · g7 чёрная пешка · c6 чёрный слон · f6 чёрная пешка · g6 чёрная пешка · e5 чёрный слон · g3 белый конь · a2 белая пешка · b2 белая пешка · c2 белая пешка · f2 белая пешка · a1 белая ладья · c1 белый слон · f1 белая ладья · g1 белый король | c8 чёрный король · d8 чёрная ладья · h8 чёрная ладья · a7 белый ферзь · b7 чёрная пешка · c7 чёрная пешка · e7 чёрный конь · g7 чёрная пешка · c6 чёрный слон · f6 чёрная пешка · g6 чёрная пешка · e5 чёрный слон · g3 белый конь · a2 белая пешка · b2 белая пешка · c2 белая пешка · f2 белая пешка · a1 белая ладья · c1 белый слон · f1 белая ладья · g1 белый король | c8 чёрный король · d8 чёрная ладья · h8 чёрная ладья · a7 белый ферзь · b7 чёрная пешка · c7 чёрная пешка · e7 чёрный конь · g7 чёрная пешка · c6 чёрный слон · f6 чёрная пешка · g6 чёрная пешка · e5 чёрный слон · g3 белый конь · a2 белая пешка · b2 белая пешка · c2 белая пешка · f2 белая пешка · a1 белая ладья · c1 белый слон · f1 белая ладья · g1 белый король | c8 чёрный король · d8 чёрная ладья · h8 чёрная ладья · a7 белый ферзь · b7 чёрная пешка · c7 чёрная пешка · e7 чёрный конь · g7 чёрная пешка · c6 чёрный слон · f6 чёрная пешка · g6 чёрная пешка · e5 чёрный слон · g3 белый конь · a2 белая пешка · b2 белая пешка · c2 белая пешка · f2 белая пешка · a1 белая ладья · c1 белый слон · f1 белая ладья · g1 белый король | c8 чёрный король · d8 чёрная ладья · h8 чёрная ладья · a7 белый ферзь · b7 чёрная пешка · c7 чёрная пешка · e7 чёрный конь · g7 чёрная пешка · c6 чёрный слон · f6 чёрная пешка · g6 чёрная пешка · e5 чёрный слон · g3 белый конь · a2 белая пешка · b2 белая пешка · c2 белая пешка · f2 белая пешка · a1 белая ладья · c1 белый слон · f1 белая ладья · g1 белый король | c8 чёрный король · d8 чёрная ладья · h8 чёрная ладья · a7 белый ферзь · b7 чёрная пешка · c7 чёрная пешка · e7 чёрный конь · g7 чёрная пешка · c6 чёрный слон · f6 чёрная пешка · g6 чёрная пешка · e5 чёрный слон · g3 белый конь · a2 белая пешка · b2 белая пешка · c2 белая пешка · f2 белая пешка · a1 белая ладья · c1 белый слон · f1 белая ладья · g1 белый король | c8 чёрный король · d8 чёрная ладья · h8 чёрная ладья · a7 белый ферзь · b7 чёрная пешка · c7 чёрная пешка · e7 чёрный конь · g7 чёрная пешка · c6 чёрный слон · f6 чёрная пешка · g6 чёрная пешка · e5 чёрный слон · g3 белый конь · a2 белая пешка · b2 белая пешка · c2 белая пешка · f2 белая пешка · a1 белая ладья · c1 белый слон · f1 белая ладья · g1 белый король | 2 |
| 1 | c8 чёрный король · d8 чёрная ладья · h8 чёрная ладья · a7 белый ферзь · b7 чёрная пешка · c7 чёрная пешка · e7 чёрный конь · g7 чёрная пешка · c6 чёрный слон · f6 чёрная пешка · g6 чёрная пешка · e5 чёрный слон · g3 белый конь · a2 белая пешка · b2 белая пешка · c2 белая пешка · f2 белая пешка · a1 белая ладья · c1 белый слон · f1 белая ладья · g1 белый король | c8 чёрный король · d8 чёрная ладья · h8 чёрная ладья · a7 белый ферзь · b7 чёрная пешка · c7 чёрная пешка · e7 чёрный конь · g7 чёрная пешка · c6 чёрный слон · f6 чёрная пешка · g6 чёрная пешка · e5 чёрный слон · g3 белый конь · a2 белая пешка · b2 белая пешка · c2 белая пешка · f2 белая пешка · a1 белая ладья · c1 белый слон · f1 белая ладья · g1 белый король | c8 чёрный король · d8 чёрная ладья · h8 чёрная ладья · a7 белый ферзь · b7 чёрная пешка · c7 чёрная пешка · e7 чёрный конь · g7 чёрная пешка · c6 чёрный слон · f6 чёрная пешка · g6 чёрная пешка · e5 чёрный слон · g3 белый конь · a2 белая пешка · b2 белая пешка · c2 белая пешка · f2 белая пешка · a1 белая ладья · c1 белый слон · f1 белая ладья · g1 белый король | c8 чёрный король · d8 чёрная ладья · h8 чёрная ладья · a7 белый ферзь · b7 чёрная пешка · c7 чёрная пешка · e7 чёрный конь · g7 чёрная пешка · c6 чёрный слон · f6 чёрная пешка · g6 чёрная пешка · e5 чёрный слон · g3 белый конь · a2 белая пешка · b2 белая пешка · c2 белая пешка · f2 белая пешка · a1 белая ладья · c1 белый слон · f1 белая ладья · g1 белый король | c8 чёрный король · d8 чёрная ладья · h8 чёрная ладья · a7 белый ферзь · b7 чёрная пешка · c7 чёрная пешка · e7 чёрный конь · g7 чёрная пешка · c6 чёрный слон · f6 чёрная пешка · g6 чёрная пешка · e5 чёрный слон · g3 белый конь · a2 белая пешка · b2 белая пешка · c2 белая пешка · f2 белая пешка · a1 белая ладья · c1 белый слон · f1 белая ладья · g1 белый король | c8 чёрный король · d8 чёрная ладья · h8 чёрная ладья · a7 белый ферзь · b7 чёрная пешка · c7 чёрная пешка · e7 чёрный конь · g7 чёрная пешка · c6 чёрный слон · f6 чёрная пешка · g6 чёрная пешка · e5 чёрный слон · g3 белый конь · a2 белая пешка · b2 белая пешка · c2 белая пешка · f2 белая пешка · a1 белая ладья · c1 белый слон · f1 белая ладья · g1 белый король | c8 чёрный король · d8 чёрная ладья · h8 чёрная ладья · a7 белый ферзь · b7 чёрная пешка · c7 чёрная пешка · e7 чёрный конь · g7 чёрная пешка · c6 чёрный слон · f6 чёрная пешка · g6 чёрная пешка · e5 чёрный слон · g3 белый конь · a2 белая пешка · b2 белая пешка · c2 белая пешка · f2 белая пешка · a1 белая ладья · c1 белый слон · f1 белая ладья · g1 белый король | c8 чёрный король · d8 чёрная ладья · h8 чёрная ладья · a7 белый ферзь · b7 чёрная пешка · c7 чёрная пешка · e7 чёрный конь · g7 чёрная пешка · c6 чёрный слон · f6 чёрная пешка · g6 чёрная пешка · e5 чёрный слон · g3 белый конь · a2 белая пешка · b2 белая пешка · c2 белая пешка · f2 белая пешка · a1 белая ладья · c1 белый слон · f1 белая ладья · g1 белый король | 1 |
|   | a | b | c | d | e | f | g | h |   |

С помощью красивой комбинации чёрные извлекают короля белых из его убежища почти в центр доски, где он и получает мат: 22…Лh1+!! 23.К:h1 Сh2+!! 24.Кр:h2 Лh8+ 25.Крg3. Можно было продлить игру на один ход, отдав слона на h6. Обратной дороги нет — 25.Крg1 Л:h1#. 25…Кf5+ 26.Крf4 Лh4#!